# Francisco Guerrero Marín
Francisco Guerrero Marín (* 7. Juli 1951 in Linares, Andalusien; † 19. Oktober 1997 in Madrid) war ein spanischer Komponist.

## Leben
Ein hauptsächliches kompositorisches Anliegen bestand für Francisco Guerrero in der Suche nach musikalischen Entsprechungen zu Naturphänomenen. So setzte er sich intensiv mit physikalischen und mathematischen Prinzipien auseinander, wobei die Aneignung der fraktalen Geometrie B. Mandelbrots den Schwerpunkt dieser Beschäftigung darstellte.
Diese Studien führten unter anderem zu einer Serie von groß angelegten und äußerst komplexen Orchesterstücken (Antar Atman (1980), Ariadna (1984), Sahara (1991), Oleada (1993) und Coma Berenices (1997)) sowie dem Zyklus Zayin für ein bis vier Streichinstrumente, der von 1981 bis zum unerwarteten Tod des Komponisten im Jahr 1997 als Auftragskomposition für das Arditti Quartett entstand.
Ein weiteres Projekt des Komponisten war die Orchestration des Klavierzyklus Iberia von Isaac Albéniz, diese Aufgabe blieb unvollendet, Guerrero schaffte sechs Orchestrationen bis zu seinem Tod.

## Aufnahmen
- Francisco Guerrero, Complete Orchestral Works. José Ramón Encinar, Orquesta Sinfonica de Galicia. col legno, WWE1CD20044
- Francisco Guerrero, Zayin (I-VII, VIIb). Arditti Quartet. Almaviva, DS-0127
- Francisco Guerrero, Chamber Music. Joan Cerveró, Grup Instrumental de València. C33001